# Exochus castaniventris
Exochus castaniventris là một loài tò vò trong họ Ichneumonidae.